# Герб Фороса
Герб Фороса — официальный символ посёлка городского типа Форос Ялтинского горсовета, утверждён 5 августа 2005 года решением № 4.1 XL сессии поселкового совета. Авторы герба: Маскевич О. и Коновалов В.

## Описание герба
Щит, пересечённый перекинутым серебряным стропилом, на котором три чёрные декоративные чаши с цветочным орнаментом и ручками в виде Амуров. На верхнем красном поле серебряная церковь с золотыми куполами. В нижнем лазуревом поле серебряная «роза ветров», с серебряным сиянием, исходящим от неё, и указывающая удлинённым нижним лучом на латинскую букву S. Справа и слева от «розы ветров» античные аллегорические изображения южного ветра (юноша с серебряными крыльями, в серебряном одеянии, держащий в руках золотую амфору) и северного (мужчина с серебряными крыльями, в серебряном одеянии, держащий в руках серебряную раковину).

## Значение символов
Серебряная церковь изображает реально существующую церковь Воскресения Христова, возведённую в 1892 году владельцем Фороса Александром Кузнецовым. Храм является визитной карточкой Фороса и одним из символов южного берега Крыма. Декоративные чугунные чаши являются самыми известными элементами одного из самых красивых уголков Фороса — имении мецената А. Г. Кузнецова. Гармонично вписанный в окружающий ландшафт двухэтажный дом и уникальный парк с искусственными озёрами и экзотическими растениями превратили Форос в одну из самых ярких жемчужин побережья.
«Роза ветров», что указывает удлинённым концом на юг, означает расположение посёлка в самой южной точке Крыма. Сияние, исходящее от «розы ветров», напоминает о маяке на мысе Сарыч, а также один из вариантов перевода названия посёлка («маяк»).
Отличительной чертой форосского климата являются частые ветры. Само название посёлка в общепринятом здесь варианте переводится как «ветер», «порыв ветра». В гербе это отражено античным аллегорическим изображением южного и северного ветров.

## Символика цветов
Красный цвет символизирует мужество, храбрость, жизнеутверждающую силу, серебро — чистоту помыслов, искренность и веру, лазурь — красоту и величие окружающей природы.

## Ссылка
- Украинская геральдика